# Bomba sumergible

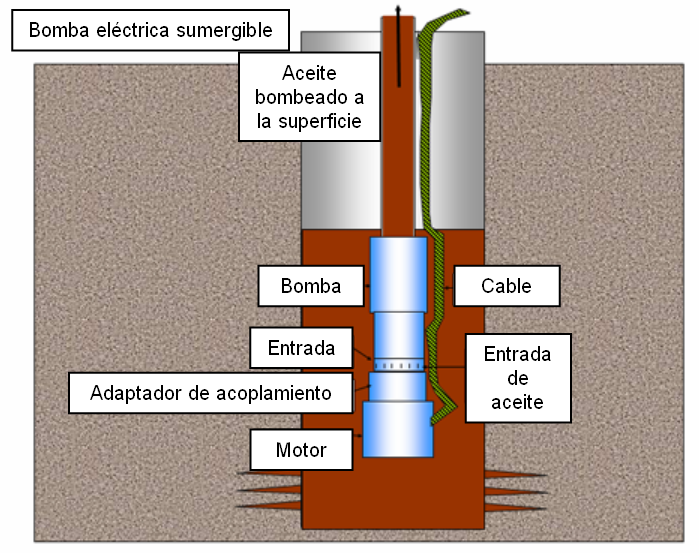
Partes de una bomba sumergible utilizada para bombear aceite.

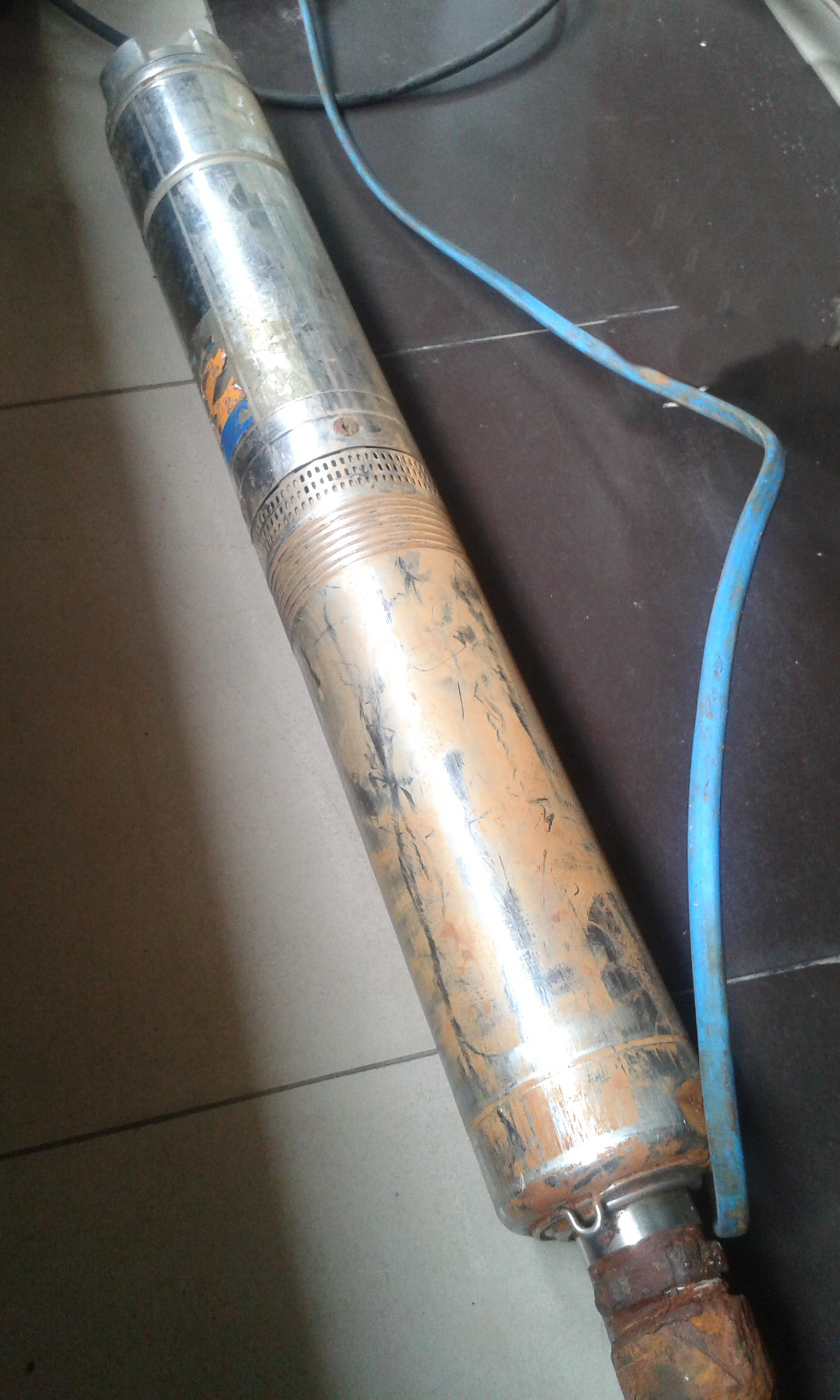
Bomba de 0,75 caballos de fuerza, utilizada para bombear agua subterránea..

Una bomba sumergible es una bomba que tiene un impulsor sellado a la carcasa. El conjunto se sumerge en el líquido a bombear. La ventaja de este tipo de bomba es que puede proporcionar una fuerza de elevación significativa pues no depende de la presión de aire externa para hacer ascender el líquido.

## Características y funcionamiento
Un sistema de sellos mecánicos se utiliza para prevenir que el líquido que se bombea entre en el motor no cause un cortocircuito. La bomba se puede conectar con un tubo, manguera flexible o bajar abajo de los carriles o de los alambres de guía de modo que la bomba siente en "un acoplador del pie de los platos", de tal forma conectándola con la tubería de salida.

## Aplicaciones
Las bombas sumergibles encuentran muchas utilidades, las bombas de etapa simple se utilizan para el drenaje, el bombeo de aguas residuales, el bombeo industrial general y el bombeo de la mezcla. Las bombas sumergibles se colocan habitualmente en la parte inferior de los depósitos de combustible y también se utilizan para la extracción de agua de pozos de agua.
Las bombas sumergibles también se utilizan en depósitos de combustible. Aumentando la presión en el fondo del depósito, se puede elevar el líquido más fácilmente que aspirándolo (succión) desde arriba. Los modelos más avanzados incluyen un separador de agua/aceite que permite reinyectar en el yacimiento sin necesidad de subirla a la superficie.
El sistema consiste en un número de rodetes giratorios instalados en serie para aumentar la presión. La energía para hacer girar la bomba proviene de una red eléctrica de baja tensión que acciona un motor especialmente diseñado para trabajar a temperaturas de hasta 150 °C.
Se requiere atención especial al tipo de bomba sumergible utilizado cuando se usan ciertos tipos de líquidos. En la mayoría de las aplicaciones se utilizan motores asíncronos de corriente alterna que accionan una bomba centrífuga radial, que puede ser de varias etapas conectadas en serie. Las bombas sumergibles pueden trabajar también con tubería de aspiración, colocando la bomba por encima del nivel del depósito. Sin embargo, para funcionar tienen que estar cebadas, esto es, con agua, de forma que la columna de agua comunique la bomba con el depósito. La tubería de aspiración no puede ser excesivamente alta para que no disminuya excesivamente la presión en la bomba y evitar la cavitación en la bomba. El líquido bombeado, al circular alrededor del motor, también refrigera a éste. Para que los propósitos se refresquen. Además, si la bomba está situada fuera del depósito, existe la posibilidad de que se produzcan fugas de gasolina y pueda causar un incendio. Algunos tipos de bomba no están preparados para ciertas aplicaciones, como el bombeo de agua caliente o líquidos inflamables.
El uso de las bombas sumergibles en fuentes de jardin y paredes llamados muros llorones se está haciendo muy común en todo el mundo, con gran variedad de capacidades y tamaños.